# Girlfriend from Hell
Girlfriend From Hell es una película estadounidense de 1989 escrita y dirigida por Daniel M. Peterson. Hizo su estreno el 24 de abril de 1989 en el Festival de Cine de Houston y fue lanzada en vídeo en agosto de ese mismo año. Fue protagonizada por Dana Ashbrook y Liane Curtis y trata sobre una joven poseída por el demonio que debe salir en busca de almas.

## Sinopsis
Maggie (Liane Curtis) es una chica de colegio que no tiene mucha suerte con los hombres. Esto cambia luego de ser poseída por el demonio, el cual usa a Maggie para seducir las almas de varios hombres.

## Reparto
- Dana Ashbrook como Chaser.
- Liane Curtis como Maggie.
- Lezlie Deane como Diane.
- Anthony Barrile como Carl.
- James Daughton como Thomas J. Harper
- Sarah Kaite Coughlan como Freda.
- Gerry Lively como Dios.
- Daphna Kastner como Monja.
- Ken Abraham como Rocco.
- Hilary Morse como Alice.
- Brad Zutaut como Teddy.
- Jack West como Hershel.
- Renee Wayne Golden como Madre Superiora.
- Laura Bruneau como Hermana Franks.
- Kim North como Hermana Beans.